# André Verdet

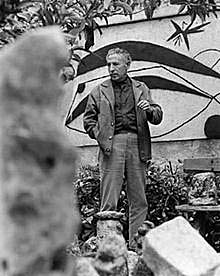
André Verdet, porträtiert von Erling Mandelmann, 1962

André Verdet (* 4. August 1913 in Nizza; † 19. Dezember 2004 in Saint-Paul-de-Vence) war ein französischer Dichter, Maler und Bildhauer.

## Leben und Werk
André Verdet wuchs bei seiner Tante und seinem Onkel in Saint-Paul-de-Vence in Frankreich auf. 1939 erschien sein erstes Buch, Histoires originales du pays de Saint Paul, dem mehrere Veröffentlichungen von Gedichten folgten. Im Jahr 1941 lernte er den Dichter Jacques Prévert kennen, mit dem er gemeinsam vier Bücher schrieb. 
Im Zweiten Weltkrieg schloss er sich in der Gruppe Combat der französischen Résistance an, wurde 1944 von der Gestapo festgenommen und im KZ Auschwitz, später im KZ Buchenwald in Lagerhaft genommen. Über diese Zeit verfasste er nach seiner Befreiung 1945 die Anthologie des poèmes de Buchenwald.

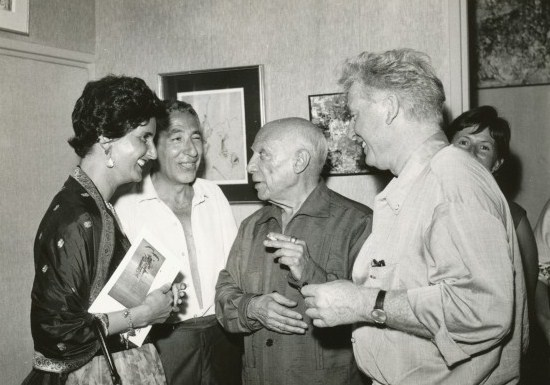
Soshana-Ausstellung 1962 mit der Künstlerin, André Verdet, Picasso und Édouard Pignon im Château Grimaldi, später das Musée Picasso d’Antibes

Verdet kehrte 1949 in seinen Heimatort Saint-Paul-de-Vence zurück und befreundete sich mit vielen Malern wie Georges Braque, Marc Chagall, Hans Hartung, Fernand Léger, Henri Matisse und Pablo Picasso. Nach seiner schriftstellerischen Tätigkeit, die auch Essays über die mit ihm befreundeten Künstler umfasste, begann er sich ebenfalls mit abstrakter Malerei und Bildhauerei zu beschäftigen. Unter anderem schuf er Skulpturen aus Glas.
1977 traf Verdet Bill Wyman, ein Mitglied der Rolling Stones, und Jon Anderson, den Lead-Sänger der Gruppe Yes. Er gründete daraufhin eine eigene Gruppe und nannte sie Bételgeuse.
André Verdet starb 2004 in Saint-Paul-de-Vence.

## Veröffentlichungen (Auswahl)
- Histoire originales du pays de Saint Paul, 1939
- Anthologie des poèmes de Buchenwald, 1945
  - dt.: Der gefesselte Wald: Gedichte aus Buchenwald. Hrsg. der zweisprachigen Ausgabe Wulf Kirsten und Annette Seemann, aus dem Französischen übersetzt von Annette Seemann. Wallstein, Göttingen 2013, ISBN 978-3-8353-1220-3
- Histoires. Poèmes de Jacques Prévert et d’André Verdet, 1946
- La nuit n’est pas la nuit, roman. Éditions du Pré aux Clercs, Paris 1948
- À Propos du dessin et des odalisque, Entretiens notes et écrits sur la peinture. Éditions Galilée, Paris 1978

## Sekundärliteratur
- Françoise Armengaud: André Verdet, du multiple au singulier. L’Harmattan, Paris 2003, ISBN 2-7475-4815-5